# Antoine Demoitié
Antoine Demoitié (Lieja, 16 d'octubre de 1990 - Lilla, 27 de març de 2016) va ser un ciclista belga, professional del 2011 al 2016. Del seu palmarès destaca el Tour de Finisterre de 2014.
Va morir el 27 d'abril de 2016 a conseqüències de l'atropellament d'una motocicleta, després d'haver patit una caiguda, durant la disputa de la clàssica Gant-Wevelgem.

## Palmarès
- 2012
  - Vencedor d'una etapa al Triptyque des Monts et Châteaux
  - Vencedor de 2 etapes al Carpathia Couriers Path
  - Vencedor d'una etapa al Triptyque ardennais
- 2014
  - 1r al Tour de Finisterre
- 2015
  - Vencedor d'una etapa al Circuit de les Ardenes